# Werner Peters (Politiker)
Werner Peters (* 5. Juli 1906 in Emmingerhof, Landkreis Mayen-Koblenz; † 17. August 1990 in Ochtendung) war ein deutscher Landwirt und Politiker (CDU).

## Leben
Peters wurde als Sohn eines Landwirts auf dem Emmingerhof bei Ochtendung geboren. Nach dem Volksschulabschluss besuchte er das Gymnasium, das er aber vorzeitig verließ. Er erhielt eine Ausbildung an der Landwirtschaftsschule und sammelte praktische Erfahrungen als Volontär und Verwalter. 1930 übernahm er den elterlichen Hof, den er in der Folgezeit als Landwirt bewirtschaftete. Ab 1953 war er Vorsitzender des Kreisbauernverbandes Mayen.
Peters trat 1953 in die CDU ein. Er war Kreistagsmitglied des Landkreises Mayen. Bei den Landtagswahlen 1955 und 1959 wurde er jeweils über die Landesliste der CDU in den Landtag von Rheinland-Pfalz gewählt, dem er bis 1963 angehörte. In beiden Legislaturperioden war er Mitglied des Agrarpolitischen Ausschusses.

## Auszeichnungen
- Verdienstkreuz 1. Klasse der Bundesrepublik Deutschland